# Neple (Białoruś)
Neple (biał. Нэплі, Nepli; biał. Непли, Niepli) – wieś na Białorusi, w obwodzie brzeskim, w rejonie brzeskim, w sielsowiecie Klejniki.

## Geografia
Miejscowość położona między Bugiem a białoruskimi wsiami Kotelnia Bojarska, Kostycze, Piaski, Klejniki i Kozłowicze; nieco powyżej polskiej miejscowości Neple.

## Historia
Na przełomie XIX i XX w. Neple leżały w guberni grodzieńskiej w powiecie brzeskim, w gminie Motykały (w odróżnieniu od Nepli leżących za Bugiem). W okresie międzywojennym Neple należały do gminy Motykały w powiecie brzeskim województwa poleskiego II Rzeczypospolitej. Według spisu powszechnego z 1921 r. była to wieś licząca 38 domów. Mieszkało tu 247 osób: 113 mężczyzn, 134 kobiety. Pod względem wyznania żyło tu 14 rzymskich katolików, 233 prawosławnych. 231 mieszkańców deklarowało narodowość białoruską, 15 polską, a 1 rusińską.
Po II wojnie światowej w granicach Białoruskiej SRR i od 1991 r. w niepodległej Białorusi.